# Heart of Midlothian Football Club 1985-1986
Questa voce raccoglie le informazioni riguardanti lo Heart of Midlothian Football Club nelle competizioni ufficiali della stagione 1985-1986.

## Stagione
Ritrovatisi a un punto di distanza dal fondo della classifica dopo otto giornate, per tutto i prosieguo del campionato gli Hearts ottennero risultati utili che permisero loro dapprima di lottare per la vetta assieme al Celtic e al Dundee Utd e poi di assumere il comando solitario della classifica a partire dalla trentesima giornata e di giungere a novanta minuti dalla conclusione con due punti di vantaggio sul Celtic, nel frattempo ancora rimasto in corsa per titolo. Negli ultimi sette minuti del turno conclusivo contro il Dundee, i Maroons subirono due reti facendosi raggiungere dal Celtic che, grazie alla miglior differenza reti, poté mettere le mani sul titolo.
Nella settimana successiva, i Maroons persero inoltre la finale di coppa nazionale contro l'Aberdeen, che aveva già eliminato la squadra ai quarti di finale di Coppa di Lega.

## Maglie e sponsor
Lo sponsor tecnico per la stagione 1984-1985 è Umbro, mentre lo sponsor ufficiale è Mita.
| Manica sinistra · Maglietta · Manica destra · Pantaloncini · Calzettoni |

## Rosa
| N. |                        | Ruolo | Calciatore      |
| -- | ---------------------- | ----- | --------------- |
|    | Scozia (bandiera)      | P     | Henry Smith     |
|    | Scozia (bandiera)      | D     | George Cowie    |
|    | Scozia (bandiera)      | D     | Walter Kidd     |
|    | Scozia (bandiera)      | D     | Craig Levein    |
|    | Scozia (bandiera)      | D     | Jimmy Sandison  |
|    | Scozia (bandiera)      | D     | Brian Whittaker |
|    | Scozia (bandiera)      | C     | Neil Berry      |
|    | Scozia (bandiera)      | C     | Kenny Black     |
|    | Inghilterra (bandiera) | C     | Paul Cherry     |
|    | Scozia (bandiera)      | C     | Sandy Clark     |
|    | Scozia (bandiera)      | C     | Iain Jardine    |

| N. |                   | Ruolo | Calciatore       |
| -- | ----------------- | ----- | ---------------- |
|    | Scozia (bandiera) | C     | Sandy Jardine    |
|    | Scozia (bandiera) | C     | Alex MacDonald   |
|    | Scozia (bandiera) | C     | Roddie MacDonald |
|    | Scozia (bandiera) | C     | Billy MacKay     |
|    | Scozia (bandiera) | C     | Gary Mackay      |
|    | Scozia (bandiera) | C     | Andy Watson      |
|    | Scozia (bandiera) | A     | John Colquhoun   |
|    | Scozia (bandiera) | A     | Colin McAdam     |
|    | Scozia (bandiera) | A     | Brian McNaughton |
|    | Scozia (bandiera) | A     | John Robertson   |